# WMS Gaming
WMS Gaming és un fabricant de màquines escurabutxaques, terminals de videoloteria i programari per ajudar els casinos a gestionar les seves operacions de joc. També ofereix jocs en línia i per a mòbils. WMS va ser originalment una subsidiària de WMS Industries, que es va convertir en una subsidiària de propietat total de Scientific Games Corporation el 2013.
WMS va entrar al mercat de les màquines escurabutxaques de rodets el 1994 i el 1996, va presentar la seva primera màquina escurabutxaques de casino, Reel 'em In, una màquina escurabutxaques de vídeo "multi-line, multi-moneda de bonificació secundària". Va seguir amb una sèrie de jocs similars com Jackpot Party, Boom i Filthy Rich. L'any 2001, va presentar la seva sèrie d'escurabutxaques de "participació" amb temàtica Monopoly. Des de llavors, WMS Gaming ha continuat obtenint llicències per fabricar màquines de joc utilitzant diverses marques famoses addicionals. L'empresa continua venent màquines de joc i comercialitzant els seus jocs de participació.

## Història
WMS Gaming es va fundar com a filial de WMS Industries, les arrels de la qual es remunten a la fundació de Williams Manufacturing Company el 1943. Durant les últimes dècades del segle xx, Williams va produir populars màquines de pinball i videojocs d'arcade. El 1996, WMS havia transferit la seva biblioteca de videojocs a la seva filial de videojocs, Midway Games, que va fer pública i finalment es va escindir a finals dels anys noranta. Amb el ràpid declivi de la indústria arcade als anys 90, el negoci de pinball de la companyia es va tornar no rendible i WMS va suspendre la línia de pinball l'any 2000.